# Chenebier
Chenebier är en kommun i departementet Haute-Saône i regionen Bourgogne-Franche-Comté i östra Frankrike. Kommunen ligger i kantonen Héricourt-Ouest som tillhör arrondissementet Lure. År 2022 hade Chenebier 699 invånare.

## Befolkningsutveckling
Antalet invånare i kommunen Chenebier
| Referens: INSEE |